# Magat (Fluss)
Der Magat (eng.: Magat River) ist ein Fluss auf der Insel Luzon auf den Philippinen. Er ist ein Nebenfluss des Cagayan und durchfließt die Provinzen Nueva Vizcaya, Ifugao und Isabela. Der Magat hat eine Länge von 178 km und ein Wassereinzugsgebiet von 4638 km². 
Der Magat entspringt in den Caraballo-Bergen in einer Höhe von 1200 Metern. Er bildet die geographische Grenze zwischen der Cordillera Central und den Caraballo-Bergen. Ab seiner Quelle, in der Gemeinde Santa Fe, fließt der Magat in nordöstliche Richtung in einem weiten Flusstal, in dem sich auf dem Gebiet der Gemeinden Ramon und Alfonso Lista der Magat-Stausee befindet. Der Fluss mündet in der Nähe der Gemeinden Gamu und Reina Mercedes in den Cagayan. An seinem Flusslauf befinden sich ein großes und zwei kleinere Wasserkraftwerke.